# Lawrence Roberts
Lawrence Edward Roberts III (Houston, 20 ottobre 1982) è un ex cestista statunitense, professionista nella NBA e in Europa.

## Carriera
È stato selezionato dai Seattle SuperSonics al secondo giro del Draft NBA 2005 (55ª scelta assoluta).

## Statistiche

### College
| Anno      | Squadra      | PG  | PT  | MP   | TC%  | 3P%  | TL%  | RP   | AP  | PRP | SP  | PP   |
| --------- | ------------ | --- | --- | ---- | ---- | ---- | ---- | ---- | --- | --- | --- | ---- |
| 2001-2002 | Baylor Bears | 30  | 29  | 28,6 | 44,5 | 32,9 | 67,8 | 8,2  | 1,3 | 1,7 | 1,3 | 16,6 |
| 2002-2003 | Baylor Bears | 26  | 26  | 32,2 | 42,1 | 26,2 | 68,4 | 10,4 | 1,5 | 1,7 | 1,1 | 15,2 |
| 2003-2004 | MSU Bulldogs | 30  | 30  | 32,7 | 51,9 | 30,0 | 63,4 | 10,1 | 1,2 | 1,4 | 0,6 | 16,9 |
| 2004-2005 | MSU Bulldogs | 32  | 32  | 32,0 | 44,8 | 29,3 | 65,3 | 11,0 | 1,9 | 1,6 | 0,8 | 16,9 |
| Carriera  | Carriera     | 118 | 117 | 31,4 | 45,8 | 30,2 | 65,9 | 9,9  | 1,5 | 1,6 | 0,9 | 16,5 |

### NBA

#### Regular Season
| Anno      | Squadra           | PG | PT | MP   | TC%  | 3P% | TL%  | RP  | AP  | PRP | SP  | PP  |
| --------- | ----------------- | -- | -- | ---- | ---- | --- | ---- | --- | --- | --- | --- | --- |
| 2005-2006 | Memphis Grizzlies | 33 | 0  | 5,5  | 45,5 | 0,0 | 47,8 | 1,5 | 0,2 | 0,2 | 0,1 | 1,5 |
| 2006-2007 | Memphis Grizzlies | 54 | 18 | 17,9 | 45,2 | 0,0 | 72,5 | 4,8 | 0,6 | 0,7 | 0,2 | 5,2 |
| Carriera  | Carriera          | 87 | 18 | 13,2 | 45,2 | 0,0 | 68,8 | 3,6 | 0,4 | 0,5 | 0,2 | 3,8 |

### Eurolega
| Anno      | Squadra      | PG | PT | MP   | TC%  | 3P%  | TL%  | RP  | AP  | PRP | SP  | PP  |
| --------- | ------------ | -- | -- | ---- | ---- | ---- | ---- | --- | --- | --- | --- | --- |
| 2009-2010 | Partizan     | 21 | 21 | 32,2 | 33,5 | 31,9 | 65,8 | 7,4 | 2,3 | 1,1 | 0,3 | 9,0 |
| 2010-2011 | Anadolu Efes | 16 | 3  | 20,9 | 43,5 | 37,9 | 59,4 | 5,1 | 0,8 | 0,9 | 0,6 | 6,5 |
| Carriera  | Carriera     | 37 | 24 | 27,3 | 36,8 | 33,7 | 64,0 | 6,4 | 1,6 | 1,0 | 0,5 | 7,9 |

## Palmarès

### Squadra
- Campionato serbo: 1

Partizan Belgrado: 2009-2010
- Coppa di Serbia: 1

Partizan Belgrado: 2010
- Coppa del Presidente: 1

Efes Pilsen: 2010
- Lega Adriatica: 1

Partizan Belgrado: 2009-2010

### Individuali
- NCAA AP All-America First Team: 1

2004